# Спасский, Михаил Фёдорович
Михаи́л Фёдорович Спа́сский (1809—1859) — доктор физики и химии, профессор физики, декан физико-математического факультета Московского университета, член Императорского Московского общества испытателей природы, Императорского Русского географического общества и ряда других ученых обществ; действительный статский советник
Вместе со своим старшим братом К. Ф. Спасским-Автономовым, стал одним из первых отечественных учёных, занимавшихся климатологией и метеорологией.

## Биография
Родился 12 (24) сентября 1809 года в семье сельского дьякона в селе Захаровка (Ливенский уезд, Орловская губерния). 
Учился в Ливенском духовном училище и Орловской духовной семинарии, по окончании которой в 1829 году был направлен в только что восстановленный Петербургский Главный педагогический институт, где он слушал лекции таких выдающихся учёных, как Г. И. Гесс, А. Я. Купфер, Э. Х. Ленц, М. В. Остроградский. В эти годы он опубликовал несколько научных трудов по метеорологии, а концу обучения перевёл фундаментальную работу Купфера «Руководство к деланию метеорологических и магнитных наблюдений», которая была опубликована в 1835 году. В этом же году он окончил курс обучения в институте, был награждён за свои успехи серебряной медалью и оставлен для дальнейших занятий:731.
В 1836 году Михаил Спасский был отправлен для усовершенствования в науках за границу вместе с группой выпускников Главного педагогического института, в числе которых были Василий Лешков и Арсений Менщиков. За границей он занимался преимущественно в университетах Кёнигсберга и Берлина, где он слушал лекции Бесселя, Магнуса и Якоби. В 1838 году им была написана статья «О призме Николя».
Вернувшись в Петербург, 1 декабря 1838 года Спасский прочитал в Академии наук обязательную пробную лекцию на тему: «Объяснение явлений дифракции света по теории волнений». Его учитель, Купфер, об этой лекции сказал: «Спасский извлёк счастливейшую пользу из всего того, что мог он собрать в области физических знаний во время своей поездки за границу». В феврале 1839 года М. Ф. Спасский получил должность адъюнкта кафедры физики и физической географии Московского университета:731.
После защиты докторской диссертации в 1848 году, Спасский был утверждён профессором Московского университета, а с 1853 года и до конца жизни занимал должность декана физико-математического факультета.
Михаил Фёдорович умер в Москве, 28 января (9 февраля) 1859 года и был похоронен на Лазаревском кладбище.

## Научная деятельность
Основной научной деятельностью Михаила Фёдоровича во время работы в университете, были метеорологические наблюдения в Москве и обработка их результатов. Итогом стал фундаментальный труд — «О климате Москвы. Критическое исследование М. Спасского» (Москва, 1847), представленный учёному совету университета в виде докторской диссертации. В ней определено само понятие климат, сформулированы задачи климатологии, детально разработаны статистические методы климатологии, показана взаимосвязь годовых изменений температуры и атмосферного давления, определены возможные исключения из этого закона, а также установлена зависимость между изменениями температуры, атмосферного давления и направления ветра, то есть обоснована идея влияния циркуляции атмосферы на климат. Также, из печатных работ следует отметить речь на торжественном собрании Императорского московского университета в 1851 году — «Об успехах метеорологии», где впервые была поставлена задача «предвычисления погоды».
М. Ф. Спасский был членом Императорского Русского географического общества, Императорского Московского общества испытателей природы, Императорского московского общества сельского хозяйства, Московского физико-медицинского общества.
Среди учеников М. Ф. Спасского были такие известные учёные как Ф. А. Бредихин, И. М. Сеченов, А. Г. Столетов :733.